# Station La Valbonne
Station La-Valbonne is een spoorwegstation in de Franse gemeente Béligneux.